# Limska Draga
Limska Draga är en dal i Kroatien.   Den ligger i länet Istrien, i den västra delen av landet, 190 km väster om huvudstaden Zagreb.